# Stefanaconi
Stefanaconi é uma comuna italiana da região da Calábria, província de Vibo Valentia, com cerca de 2.490 habitantes. Estende-se por uma área de 23 km², tendo uma densidade populacional de 108 hab/km². Faz fronteira com Francica, Gerocarne, Pizzoni, Sant'Onofrio, Soriano Calabro, Vazzano, Vibo Valentia.

## Demografia
| Variação demográfica do município entre 1861 e 2011                               |
|                                                                                   |
| Fonte: Istituto Nazionale di Statistica (ISTAT) - Elaboração gráfica da Wikipedia |